# Hepatitis D
L'hepatitis D és un dels tipus d'hepatitis vírica que es coneixen, produïda pel virus de l'hepatitis delta (VHD) o agent delta, que requereix que existeixi, a més d'infecció per part del virus VHD, infecció també pel virus VHB, corresponent a l'hepatitis B. Els casos estudiats a Espanya corresponen principalment a consumidors de drogues intravenoses. El virus VHD és un virus amb genoma d'ARN amb polaritat negativa, que té càpside icosaèdrica i el mateix embolcall que el virus responsable de l'hepatitis B. El virus VHD codifica les proteïnes a la seva càpside i es replica de manera autònoma.

## Altres tipus d'hepatitis
- Hepatitis A
- Hepatitis B
- Hepatitis C
- Hepatitis E
- Hepatitis F
- Hepatitis G